# Pornichet
Pornichet är en kommun i departementet Loire-Atlantique i regionen Pays de la Loire i nordvästra Frankrike. Kommunen ligger i kantonen La Baule-Escoublac som tillhör arrondissementet Saint-Nazaire. År 2022 hade Pornichet 12 530 invånare.

## Befolkningsutveckling
Antalet invånare i kommunen Pornichet
| Referens: INSEE |